# Sabotin

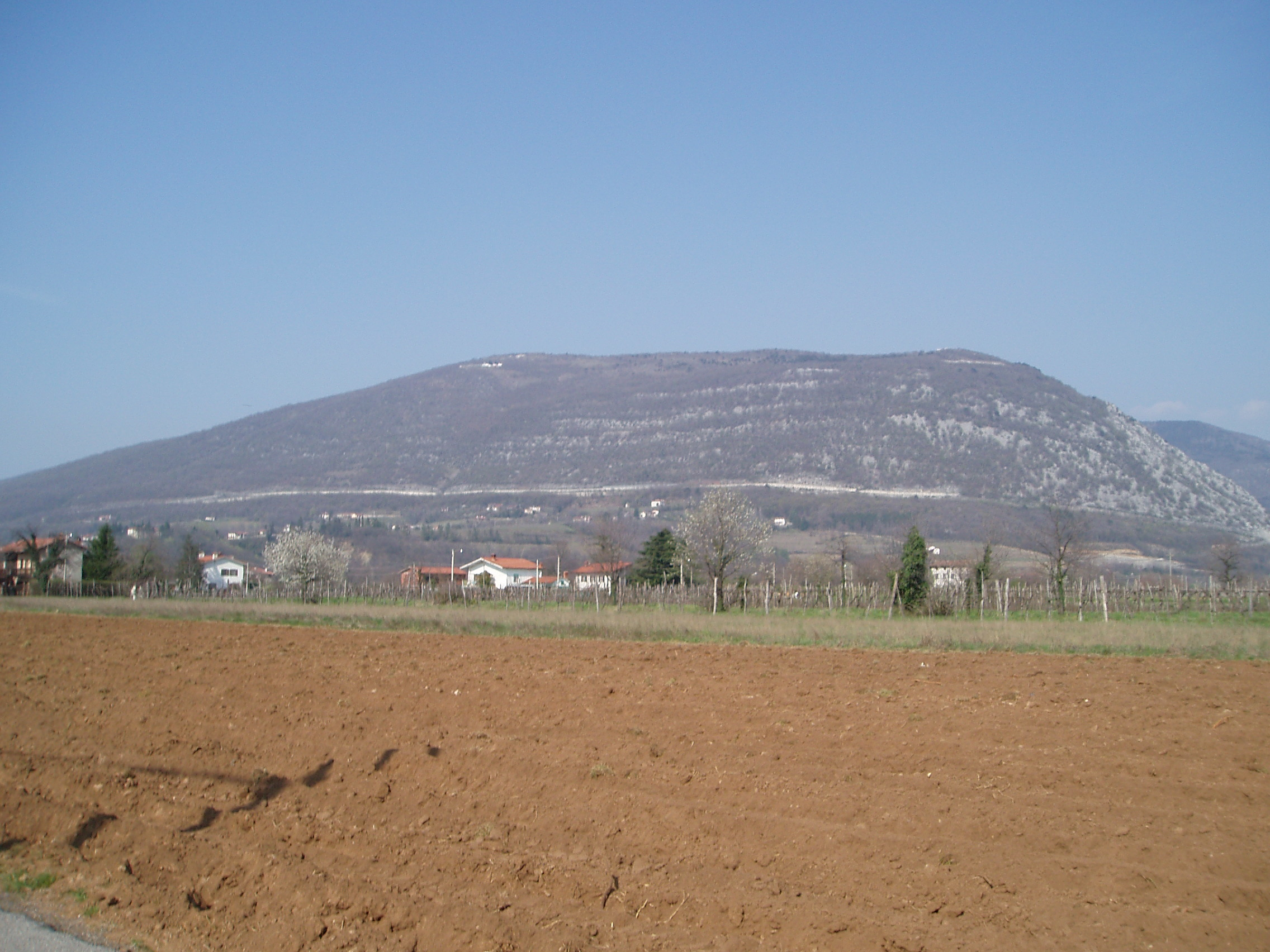
Sabotin

Sabotin (Italiano: Sabotino, Friulano: Mont di San Valantin) es una montaña de 609 metros (1998 pies) que domina Gorizia, Nova Gorica y Solkan en la frontera entre Eslovenia e Italia. En su pie se encuentra el puente de Solkan que se extiende sobre el río Soča.

## Nombre
La montaña fue certificada por primera vez en fuentes escritas alrededor de 1370 como Saluatin. El nombre es de origen incierto. Basado en las transcripciones más antiguas del nombre, puede derivarse de Salbotin, basado en el nombre personal latino Salvus (literalmente, "saludable"). Otra posibilidad (suponiendo que las transcripciones antiguas son incorrectas) es que el nombre original era Sabotin, basado en el nombre italiano Sàb(b)ato, originalmente dado a un niño nacido un sábado. Una tercera posibilidad es que se derive de San Valentín (hay una iglesia dedicada a San Valentín en la montaña) a través de una serie de cambios fonológicos inesperados.

## Historia
Sabotin representó un importante punto de defensa defendiendo a Gorizia durante las ofensivas de Soča/Isonzo. Fue defendido por la 58.a división austro-húngara. Pietro Badoglio asignó a la división 45 del general Giuseppe Venturi para capturar a Sabotin en la Sexta batalla del Isonzo. El 6 de agosto de 1916, después de una breve y sangrienta batalla, la montaña fue capturada por los italianos.